# Efecte Haldane
L'efecte Haldane és una propietat de l'hemoglobina descrita per primera vegada pel metge escocès, John Scott Haldane. La desoxigenació de la sang incrementa l'habilitat de l'hemoglobina per portar diòxid de carboni; aquesta propietat és l'efecte Haldane. Al revés, la sang oxigenada té una capacitat reduïda per transportar CO₂. És a dir incrementa l'afinitat de l'Hb per l'O₂, mentre disminueix l'afinitat de l'Hb per l'hidrogen i CO₂.
L'equació general de l'efecte és: H+ + HbO₂ ⇌ H+Hb + O₂; tot i que aquesta equació pot ser confusa, pel fet que reflecteix l'efecte Bohr. El significat d'aquesta equació es basa en el fet que l'oxigenació d'Hb promou la dissociació d'un ió H + de l'Hb, la qual cosa canvia l'equilibri de l'amortidor hidrogencarbonat en la formació de CO₂, per aquest motiu el CO₂ és alliberat dels glòbuls vermells.

## Carbamina
El diòxid de carboni pot unir-se amb grups d'amines, creant un compost carbamina. Els grups de les amina són capaços d'enllaçar-se amb les amines terminals, a les cadenes laterals dels residus d'arginina i lisina de l'hemoglobina. Això forma la carbaminohemoglobina, que és la major contribuent a aquest efecte Haldane.

## Importància clínica
En pacients amb problemes pulmonars, és probable que els pulmons no puguin incrementar la ventilació alveolar enfront de l'increment de la quantitat de CO₂ dissolt.
Això explica parcialment l'observació del fet que alguns pacients amb emfisema puguin tenir un pCO₂ elevat després d'un subministrament suplementari d'oxigen, àdhuc si el CO₂ es manté igual.